# Posztowe (Krym)
Posztowe (ukr. Поштове, ros. Почтовое, Pocztowoje) – osiedle typu miejskiego na Ukrainie, w Autonomicznej Republice Krymu (de iure stanowiącej integralną część państwa ukraińskiego, w 2014 anektowanej przez Rosję i odtąd funkcjonującej jako Republika Krymu), w rejonie bakczysarajskim. W 2001 liczyło 3028 mieszkańców, wśród których 135 wskazało jako ojczysty język ukraiński, 2610 rosyjski, 191 krymskotatarski, 2 białoruski, 1 ormiański, 9 romski, 4 grecki, a 76 inny. Według spisu ludności przeprowadzonego przez okupacyjne władze rosyjskie populacja wsi w 2014 wynosiła 3086 osób, a w 2021 - 3080.